# 高見侑里
高見 侑里（たかみ ゆり、1987年6月30日 - ）は、スターダストプロモーション所属のフリーアナウンサー、タレント。元セント・フォース所属。2008年度Miss of Miss Campus Queen Contestグランプリ(大学日本一)。

## 経歴
神奈川県横浜市出身。田園調布雙葉小学校・田園調布雙葉中学校・高等学校を経て立教大学文学部文学科を卒業、フランス文学を専修した。在学中は立教大学交響楽団に4年間所属、5歳の頃から続けていたバイオリンが担当パートであった。中学、高校は吹奏楽部に所属、中学時代は華道部にも所属していた。大学時代は塾のチューターと飲食店と二つのアルバイトをかけもちしていた。
2008年、ミス立教、大学日本一を決めるMiss of Miss Campus Queen Contestのグランプリに選ばれた事がきっかけで、セント・フォースにスカウトされる。在学中から雑誌やCMを中心に芸能活動を始め、翌年の2009年4月4日、めざまし土曜日のお天気キャスターに抜擢される。以降、めざましファミリーの一員として、フジテレビのめざましテレビを中心に活動、近年は他局にも出演、CM、ラジオ、YouTube、写真集、イベントや司会など多岐に渡り活動している。2022年9月1日放送のテレビ朝日系ドラマ「六本木クラス」では女優として初出演した。
2019年3月31日にロックバンド「flumpool」のベーシスト・尼川元気と6年の交際を経て結婚。4月13日、『めざましどようび』（フジテレビ）の生放送の中で結婚を報告した。
体調不良による番組欠席がなく、2009年4月から2022年4月まで、めざましテレビ(めざましどようびを含む)を13年連続出演、これは歴代の女性出演者の中で最長記録である。
2024年6月30日に約15年所属したセント・フォースを円満退所、2024年8月1日、スターダストプロモーションに移籍した。

## 人物
侑里と言う名前は、両親の結婚式で使われた百合のブーケが由来。百合の花のように純粋に育って欲しいと言う両親の願いが込められている。
2歳〜4歳まではアメリカで、小学2年生からの3年間はベルギーで過ごした帰国子女であり、日常会話レベルのフランス語が話せる。大学時代はフランスへ短期留学をしている。
投資信託、株式投資などの資産運用をしている。学生時代からの貯蓄と投資信託で運用した資金を元手に2019年に家を購入したと、日経SDGsフェスのオープニングセッションで明かした。
子供の頃は、クラシックバレエ、バイオリン、水泳、習字を習っていて私書道8段を取得している。特技は、バイオリン、習字。
趣味は、喫茶店巡りで、アフタヌーンティーにハマっている、料理、旅行、いちご狩り、お菓子作り、ハーブやブルーベリー、ミニトマトの栽培も趣味の一つ。服やアクセサリーが好きで、Instagram では衣装情報を頻繁にUPしている。
資格は、漢検準1級、仏検2級、ワインエキスパート、ニュース検定、英検2級、秘書検定準1級、普通自動車免許を取得。

## テレビ

### 出演中
- みんなのKEIBA (フジテレビ系、不定期出演)
- 馬好王国〜UmazuKingdom〜 (フジテレビ系、不定期出演 2017年10月15日 - )
- ワールド極限ミステリー (TBS系、不定期出演、2021年8月4日 - )

### 出演経歴
(レギュラーとして出演)
- めざにゅ〜 (フジテレビ)
  - お天気キャスター
    - 2011年4月 - 9月

  - 情報キャスター
    - 2011年10月6日 - 2012年9月28日 、木曜日・金曜日担当
    - 2012年10月1日 - 2013年9月24日、月曜日・火曜日担当
    - 2013年10月3日 - 2014年3月28日 、木曜日・金曜日担当

  - 代理出演
    - 2009年7月30日 - 7月31日[41]
    - 2009年8月13日 - 8月14日
    - 2009年8月31日 - 9月4日
    - 2010年9月1日 - 9月3日
    - 2011年9月12日 - 9月16日 (細貝沙羅の代理で月曜日 − 金曜日に出演)
- めざましどようび (フジテレビ系) (※2009年4月から13年連続出演)[42]
  - 5代目お天気キャスター
    - 2009年4月4日 - 2012年3月31日

  - エンタメキャスター
    - 2012年4月7日 - 2022年4月2日[43]
- めざましどようびメガ NIPPONナンダーワンダー (フジテレビ系)
  - お天気キャスター
    - 2009年4月4日 - 2010年9月25日

  - 情報キャスター
    - 2010年10月2日 - 2012年3月31日
- めざましテレビ (フジテレビ系)
  - エンタメリポーター
    - 2012年4月2日 - 2022年4月5日

  - 2011年6月 - 8月、「ロック&美郷」で長野美郷が全国を回っていたため、主に火曜日と木曜日に代理出演。
  - 2011年9月、山﨑夕貴が夏休みの時はエンタでいいかもONのところで飛び入り。皆藤愛子と共演。
  - 2012年4月2日 - 6月25日、『イマドキ』の月曜日担当。
  - 2012年7月4日 - 9月26日、『イマドキ』の水曜日担当。
  - 2012年10月2日 - 2013年3月26日、『イマドキ』の火曜日担当。
  - 2015年3月30日 - 2016年3月29日、「OH!めざめエンタNOW」(5時台)の月曜日・火曜日担当。
  - 2016年10月3日 -「お花プレゼント」(月曜日のみ)、「いただきま旬」(火曜日～水曜日)担当。エンタメリポーターを不定期で担当。
  - 2021年4月 - 6月・8月・9月 - 金曜エンタメキャスター ※2班体制によるもので、堤礼実と共同担当。
  - 2022年1月21日 - 金曜エンタメキャスター ※2班体制によるもので、鈴木唯と共同担当。
  - 2022年3月16日 - エンタメキャスター軽部真一・鈴木の代行。※高見のみ1名で担当。
  - 2022年3月29日 - エンタメキャスター軽部の代行。※永尾亜子と共同担当。
  - 2022年4月1日 - エンタメキャスター軽部の代行。
- めざましテレビ アクア (フジテレビ)
  - 情報キャスター
    - 2014年4月3日 - 9月26日、木曜日・金曜日担当
    - 2014年9月29日 - 2015年9月22日、月曜日・火曜日担当

  - 芸能＆スポーツ紙キャスター
    - 2015年9月28日 - 2016年4月1日、月曜日 - 金曜日担当

  - メインキャスター
    - 2016年4月4日 - 2016年9月30日、月曜日 - 金曜日担当
    - 2016年10月3日 - 2017年3月29日[44]、月曜日 - 水曜日担当
- めざトク! (フジテレビ系) - 不定期出演
- 奇跡体験!アンビリバボー (フジテレビ系、2011年4月14日 - 2012年9月13日) - 隔週レギュラー
- 世界の村のどエライさん (関西テレビ、フジテレビ系、2018年1月15日 - 9月10日) - 山崎育三郎と千鳥と共にMC[45]
- BSイレブン競馬中継 (JRA競馬中継) (BS11、2017年1月7日[46] - 2019年12月28日) - 土曜日担当キャスター
- うまナビ!イレブン (BS11、2017年1月7日 - 2019年12月28日) - 土曜日担当キャスター
- ポップUP! (フジテレビ系、不定期レギュラー出演 2022年4月5日 - 2022年12月23日) - エンタメリポーター

(単発、ゲストとして出演)
- Miss of Miss Campus Queen Contest 2008 ミスキャンパスお台場大集合！(フジテレビ、2009年1月6日)
- VS嵐 (美人キャスターチームとして、高見を始め、杉崎美香、皆藤愛子、長野美郷、曽田麻衣子が出演) (フジテレビ系、2012年4月19日)
- ドリームスシリーズ ボウリング2017 (フジテレビONE、2017年5月23日)
- くりぃむvs林修!超クイズサバイバー2017 (テレビ朝日、2017年12月31日)
- くりぃむクイズ ミラクル9 (テレビ朝日系、2018年1月24日、3月7日)
- にじいろジーン「ニッポン開運☆福めぐり」のコーナー、 鎌倉の鶴岡八幡宮編 (関西テレビ制作、フジテレビ系、2018年7月7日)
- ヒルナンデス!「ファッションセンスランキング」のコーナー、セント・フォース編 (日本テレビ系、2018年9月6日)
- 踊る!さんま御殿!! (日本テレビ系、2018年10月16日、12月25日、2019年2月26日、12月24日、2021年6月15日)
- おべんとレター。(テレビ朝日系、2019年6月2日)
- 先人たちの底力 知恵泉 「江戸川乱歩」 前・後編 (NHK教育テレビジョン 前編 2019年11月12日)、後編 2019年11月19日)
- 芸能人が本気で考えた!ドッキリGP (フジテレビ系、2020年3月14日)
- MY BEST WAY 前編 (BSテレ東、2021年7月27日)
- MY BEST WAY 後編 (BSテレ東、2021年8月3日)
- ワールド極限ミステリー アニマルSP！天才ネコ vs 伝説のペット探偵！(TBS系、2021年8月4日)
- 火曜は全力！華大さんと千鳥くん (フジテレビ系、2022年2月8日) - VTR出演
- SING/シング ネクストステージ 公開記念特番 in USJ (フジテレビ系、2022年3月19日)
- MY BEST WAY 前編 (BSテレ東、2022年8月9日)[47]
- MY BEST WAY 後編 (BSテレ東、2022年8月16日)[48]
- 六本木クラス 第9、10、11話 (テレビ朝日系、2022年9月1、8、15日) - 劇中番組『三ツ星スタジアム』アシスタント結城真美 役[10]
- キニナル金曜日 (TBS系、2022年9月2、9、16、23日) - MC
- コンテスト受賞者集めてみました！  (TBS系、2022年9月19日) - 進行
- 人生100年時代をセルフプロデュースする生き方 (BSテレ東、2023年1月21日)
- MY BEST WAY 前編 (BSテレ東、2023年2月21日)
- MY BEST WAY 後編 (BSテレ東、2023年2月28日)
- くりぃむナンタラ (テレビ朝日、2023年3月5日) - インフォマーシャル[49]
- KEIBA BEAT (関西テレビ放送、2023年6月4日)
- 前略、大とくさん (中京テレビ、2023年7月23日)[50]
- For JAPAN -日本の未来がココに- (BS11、2023年9月15、22、29日)[51]
- 磯田道史の歴史をゆく 京都の真実2時間 (BS日テレ、2024年11月26日)[52]
- 火曜は全力！華大さんと千鳥くん時間 (フジテレビ系、2025年1月28日)[53]

## ラジオ
太字は出演中
- 東京FMサンデースペシャル DEEN 25th Anniversary Special ～逢いたい気持ちに翼を～ supported by JAL (TOKYO FM、2018年5月13日)
- TOYOTA Athlete Beat (TOKYO FM、2020年1月4日 - 2022年3月26日) - アシスタントMC
- SPORTS BEAT supported by TOYOTA  (TOKYO FM、2022年4月2日 - ) - アシスタントMC

## インターネット
太字は出演中
- Q&Aリーグ 企業対抗クイズ選手権 (Hulu、2019年4月26日(金)から配信開始、全5話) - MC
- NBAスペシャル プレイオフ (Rakuten TV、2019年6月3日(月))
- 2019 NBAファイナル ラプターズ vs ウォリアーズ 第6戦 (Rakuten TV、2019年6月14日(金))
- 花キューピット×セント・フォースのコラボ企画 (インターネット花キューピットYouTube、2021年3月9日(火))
- ガーデンネックレス横浜2021～横浜は今日もお花でいっぱいです！～   (ガーデンネックレス横浜 公式YouTubeチャンネル、2021年4月10日(土)13:00〜) - MC
- HOLIDAYS！ライブ第1回 (JRA 公式YouTubeチャンネルHOT&HOLIDAYS！オンライン配信、2021年4月11日(日)14:30〜) - MC
- HOLIDAYS！ライブ第3回 (JRA 公式YouTubeチャンネルHOT&HOLIDAYS！オンライン配信、2021年5月23日(日)14:30〜) - MC
- HOLIDAYS！ライブ第5回 (JRA 公式YouTubeチャンネルHOT&HOLIDAYS！オンライン配信、2021年7月18日(日)14:30〜) - MC
- ワールドマネーサミット (YouTubeチャンネル お金のまなびば！、2022年4月22日(金) - 全4回) - 進行[54]
- こども音楽フェスティバルオンライン！ (こども音楽フェスティバルオンライン！YouTubeチャンネル、2022年5月4日(水)12:30〜、5月5日(木)10:00〜、5月6日(金)9:45〜、5月7日(土)10:00〜) - MC
- 競馬予想【天皇賞・秋2022 (netkeiba 競馬予想LIVE ウマいナイト、2022年10月28日(金) - 毎月第4金曜日19:00〜) - MC[55]
- ホットスタッフpresents「ホットなお仕事トーク」 (Audee、2025年4月7日(月) - ) - パーソナリティ[56]
- こども音楽フェスティバル オンライン 2025 (こども音楽フェスティバルオンライン！YouTubeチャンネル、2025年5月3日(土・祝)〜6日(火・祝)) - アシスタントMC[57]

## CM・広告
- マージュ(marj.jp) 携帯SNSサイト〜暇つぶしが忙しい編〜 (2008年12月)
- 大学フェア 2009 (2009年6月)
- 2010年国勢調査 イメージキャラクター (2010年秋)
- 日産自動車 インフォマーシャル「NISSAN PURE DRIVE CHANNEL」(2012年7月 - 9月）
- アメリカンホームダイレクト インフォマーシャル「MAEMUKI駅伝」(2013年7月 - 9月）
- イオン インフォマーシャル「SPECIAL 10 WEEKS!」(2013年11月 - 2014年1月）
- ジョージア インフォマーシャル「ほっとGEORGIA」(2013年11月-）
- 東芝 お天気発電予想クイズ第2弾（2013年12月 - 2014年2月）
- タケダ ベンザブロックSプラス「高見さんのかぜ」編（2015年9月-)
- P＆G／プロクター・アンド・ギャンブル・ジャパン 「パンテーン ミルクトリートメント」(2016年2月)
- 大塚製薬「ポカリスエット イオンウォーター」フリーアナウンサー×イオンウォーター編 (2017年12月)
- 森永製菓 インフォマーシャル 森永製菓の冷やし甘酒 北海道テレビ (2018年8月25日)
- 日産自動車 インフォマーシャル セレナ e-power「フジテレビ系 サザエさんお正月スペシャル」(2019年1月6日)
- ワコール × セント・フォース キレイなひとのビューティールーティン『時短ボディメイク』ガードル推進プロジェクト〜こだわりビューティー編（2019年7月-)
- 日本コカ・コーラ インフォマーシャル ペットボトルサイズ「ぴっ・たっ・ちょ」(2020年10月3日-) [58]
- 日本コカ・コーラ インフォマーシャル「アクエリアスまもる乳酸菌ウォーター」(2021年1月30日-)[59]
- 日本コカ・コーラ インフォマーシャル「アクエリアス乳酸菌ウォーター」「アクエリアス1日分のマルチビタミン」(2022年2月5日-)[60]

## 新聞・書籍・雑誌
太字は出演中

### 新聞
- サンスポ競馬予想 (不定期で掲載)

### 書籍
- 高見侑里朗読「銀河鉄道の夜」オーディオブック (株式会社KADOKAWA、2016年1月27日)

### 雑誌
- 週刊ヤングジャンプ 特集ページ (集英社、2008年 48号)
- 週刊プレイボーイ インタビュー (集英社、2009年1月6日号)
- 週刊ビッグコミックスピリッツ 表紙&巻頭グラビア (小学館、2009年 50号)
- 週刊ビッグコミックスピリッツ 表紙&グラビア (小学館、2011年 34号)
- 週刊プレイボーイ センターグラビア (集英社、2012年9月3日号)
- 週刊プレイボーイ グラビア (集英社、2017年7月17日号)
- 週刊文春 グラビア特別編集 原色美人キャスター大図鑑2015 (文藝春秋)
- 週刊文春 グラビア特別編集 原色美人キャスター大図鑑2018 (文藝春秋)
- 「日経ムック まるわかり! 5Gビジネス2022」(日本経済新聞出版、2021年10月18日)
- BE-PAL 2022年1月号 (小学館、2021年12月9日)
- 週刊文春 グラビア特別編集 原色美人キャスター大図鑑2022 (文藝春秋、2022年1月19日)
- 週刊文春 グラビア特別編集 原色美人キャスター大図鑑2024 (文藝春秋、2024年2月6日)
- OPERA (東京二期会、2024年3月1日)[61]
- andGIRL PLUS Vol.01 2024年11月号 (主婦の友社、2024年10月7日)[62]

## カレンダー・写真集

### カレンダー
- ビューティアナウィークリーカレンダー2010（DVD付き) (小学館、2009年11月2日)

高見をはじめ、皆藤愛子、長野美郷、杉崎美香、中田有紀、松本あゆ美、八田亜矢子、高樹千佳子、小林麻央のラインナップ。
- セント・フォースカレンダー2012 (小学館、2011年12月12日)

高見をはじめ、皆藤愛子、長野美郷、杉崎美香、潮田玲子、谷中麻里衣、山岸舞彩のラインナップ。
- セント・フォース 卓上カレンダー 2018 (小学舘、2017年12月)
- セント・フォース オフィシャルカレンダー2019  (小学舘、2018年12月12日) 2018年12月23日にHMV&BOOKS SHIBUYAで発売記念イベントを開催[63]
- セント・フォース オフィシャルカレンダー2021 (スポーツウェアー編、ラグビー) (小学舘、2020年12月19日)
- セント・フォースカレンダー デジタル写真集第三弾 (オフィシャルカレンダー2021 アナザーカット) (小学舘、2021年2月15日)
- 高見侑里 2011年カレンダー (トライエックス)
- 高見侑里 2012年カレンダー (トライエックス)
- 高見侑里 2013年カレンダー (トライエックス)
- 高見侑里 2014年カレンダー (トライエックス)
- 高見侑里 2015年カレンダー (トライエックス)
- 高見侑里 2016年カレンダー (トライエックス)
- 高見侑里 2017年カレンダー (トライエックス)
- 高見侑里 2018年カレンダー (トライエックス)
- 高見侑里 2019年カレンダー (トライエックス)

### 写真集
- FLEUR BLANCHE (ワニブックス 撮影：根本好伸、2014年1月25日) 2014年1月25日に福家書店新宿サブナード店で発売記念イベントを開催[64]
- セント・フォース × スピリッツ 35周年メモリアルムック (小学館、2015年10月17日) 2015年11月15日にHMV＆BOOKS SHIBUYAで 発売記念イベント を開催[65]
- trente「高見侑里フォト&エッセイ」ワニブックス (著：高見侑里、撮影：桑島智輝、2017年6月30日) 2017年7月9日にブックファースト新宿店で発売記念イベントを開催[66]高見侑里、30歳のbirthday記念として発売

## チャリティー活動
- セント・フォース チャリティーイベント『東北に、日本に、元気を咲かせよう。Vol1』表参道ヒルズのエントランス前で開催 (2011年4月15日)
- セント・フォース チャリティーイベント『東北に、日本に、元気を咲かせよう。Vol2』(2013年10月6日)
- セント・フォース エールオークション (ヤフオク) (2020年4月15日〜6月15日)
- セント・フォース クリスマスチャリティイベント(2021年12月10日〜12月19日)
- ジャパンハート×セント・フォース クリスマスチャリティイベント (2023年12月8日〜12月17日)

## その他
- 神奈川県麻生警察署 一日警察署長、交通安全PR (2011年9月20日)
- 警視庁品川警察署 一日警察署長、交通安全パレード (2014年9月28日)
- 高見侑里 3Dプリント・フィギュア (2015年)
- セントフォース×ベビースターラーメン「恋(濃い)するチキン味(てりやき風味)」コレクションシール (おやつカンパニー、2016年8月)
- がんばっているあなたに贈る「天使の朗読会」(小学館、2017年5月23日 -)
- 横浜山下公園「スノーローズガーデンヨコハマ」オープンニングイベント点火式 (2019年11月21日)
- ポケットマルシェ×セント・フォース「ふるさとの味」を紹介 (2020年9月22日〜10月12日)
- MISS OF MISS CAMPUS QUEEN CONTEST 2021とMR OF MR CAMPUS CONTEST 2021 〜EX THEATER ROPPONGI〜 (2021年3月2日) - MC
- シンデレラフェス100万人の桜  (2021年3月 - ) - プロジェクトに参加
- 第1回 BE-PALアウトドアアワード2021[67](小学館、2021年12月8日) - 進行
- ROPE' PICNIC office Denim (2022年2月10日 -) - モデル兼案内
- こども音楽フェスティバル (2022年5月4日〜7日) - MC
- サーキュラーエコノミーについて、株式会社双日 (2022年5月11日) - インタビュアー
- 神奈川県戸部警察署 一日警察署長、夏休み安全・安心キャンペーン (2022年8月5日)[68]
- TOKYO FM ＆JFN「SPORTS BEAT supported by TOYOTA」公開収録in ラリージャパン2022 (2022年11月12日(土)14:30～)
- 資産運用会社未来像プロジェクト シンポジウム (日本経済新聞社と日経BP、2022年12月8日) -  オープニングセッション[69]
- LIFESTYLE with DOGS powered by SHEIN (2023年4月8日) - モデル[70]
- 警視庁高輪警察署 交通安全パレード、トークショー (2023年5月7日)[71][72]
- トークショー 中京競馬場  (2023年7月23日(日) 11:40～、16:35～) [50]
- COLORZ SHOW 2023 powered by SHEIN (2023年8月2日(水)19:00～) - モデル[73]
- 警視庁巣鴨警察署 一日警察署長 (2023年10月6日) [74][75]
- トークショー 福島競馬場  (2023年11月19日(日) 11:25～、16:25～)
- 150th Anniv. 立教フェスティバル ～THE WILLIAMS DAY～ (2023年12月2日) - トークイベント[76]